# Джанис Париат
Джанис Париат (на английски: Janice Pariat; (на хинди: जेनिस पारिअत) е индийска поетеса и писателка на произведения в жанра драма и лирика.

## Биография и творчество
Родена е в Джорхат, щата Асам, Индия. Израства в Шилонг, Мегхалая и няколко чайни имения в Асам. Учи в манастира Лорето и в училището „Асам Валей“ в Тезпур. Получава бакалавърска степен по английска филология от колежа „Свети Стефан“ на университета на Делхи и магистърска степен по история на изкуството от Колежа за ориенталски и африкански изследвания на Лондонския университет.
След дипломирането си живее няколко години в Торино. През 2010 г. основава и става редактор на онлайн литературното списание „Pyrta“. Нейни произведения са публикувани в индийски и международни списания, като „Time Out Delhi“ и „The Caravan“. През 2014 г. получава стипендия „Чарлз Уолъс“ за обучение по творческо писане в университета на Кент. Преподава творческо писане и история на изкуството в университета „Ашока“ в Сонипат. През 2019 г. е резидент-писател в Южна Корея.
Първата ѝ книга е поетичният сборник „Kavi Kala“, издаден през 2010 г. През 2012 г. е издаден сборникът ѝ „Boats on Land“ („Лодки на сушата“). Историите ѝ, в стил магически реализъм, съчетават местния фолклор и традиции с разгръщащите се социални и политически събития преминали през Шилонг, Черапунджи и Асам, Североизточна Индия, през период от 3 века, започвайки през 1850-те. Сборникът печели престижната награда за млад писател на „Сахитя академи“ и наградата „Кросуърд“ за художествена литература, има редица номинации за други литературни награди.
Първият ѝ роман „Seahorse“ („Морско конче“) е издаден през 2014 г. Книгата е номинирана за литературната награда „Хинду“.
През 2017 г. е издаден романът ѝ „Сърцето с девет стаи“. Книгата е калейдоскопична история за млада жена, разказана от 9 души, които са я обичали или които тя е обичала, за нейното пътуване между Изтока и Запада и нейното себеоткриване. Писателката изследва природата на интимността и как всяка създадена връзка оформя същността ни.
Джанис Париат живее в Ню Делхи.

## Произведения

### Самостоятелни романи
- Seahorse (2014)
- The Nine-Chambered Heart (2017)
Сърцето с девет стаи, изд.: ИК „Колибри“, София (2020), прев. Паулина Мичева
- Everything the Light Touches (2022)

### Поезия
- Kavi Kala: The Visual Poetry Project (2010)
- The Yellow Nib Modern English Poetry by Indians (2011)

### Сборници
- Boats on Land: A collection of short stories (2012) – разкази